# 032c
032c ist ein zweimal jährlich in Berlin erscheinendes englischsprachiges Kulturmagazin, das im Jahr 2000 von Joerg Koch und Sandra von Mayer-Myrtenhain gegründet wurde. Die Auflage beträgt 40.000. 2008 wurden 35.000 Exemplare im nichtdeutschsprachigen Ausland verkauft.
Themen des Magazins sind die Bereiche Kunst und Literatur, Architektur, Stadtforschung und Mode. Der Name des Kulturmagazins leitet sich von der Bezeichnung eines hellen kräftigen Rottons aus der Pantone-Farbskala ab, der die Leitfarbe der Titelseite ist.

## Kleidung
Im Jahr 2015 startete das zu diesem Zeitpunkt bereits weltweit etablierte Kulturmagazin seine erste eigene Modekollektion.
Maria Koch ist hierbei der Kopf des Designteams. Sie bringt mit ihrer Karriere als Designerin für die großen Modehäuser unserer Zeit ihre Expertise mit. Sie arbeitete unter anderem für Jil Sander und Prada und nennt diese auch als Einflüsse für ihre Arbeit bei 032c. Im Herbst 2018 erschien im Zuge dessen die erste Show auf der Fashion Week in London.
Neben den eigenen Kollektionen gibt es auch zahlreiche Kollaborationen mit großen Modefirmen. Hierzu zählen Zusammenarbeiten mit anderen deutschen Firmen, die auf ihrem Gebiet zur weltweiten Spitze gehören wie Adidas oder Birkenstock, aber auch internationale Marken wie Stüssy.
Die Kollektionen weisen bei jeder Veröffentlichung einen kulturellen und sozialen Denkanstoß nach und folgen trotz Eigenständigkeit auch der Rolle als eine Art Ergänzung zum ursprünglichen Magazin.

## Auszeichnungen
Die New York Times und die International Herald Tribune wählten 2007 das Magazin zum „Best Magazine of the World“. 2008 gewann es den Lead Award.